# Effondrement d'édifices de Bombay
 (mars 2020).
Si vous disposez d'ouvrages ou d'articles de référence ou si vous connaissez des sites web de qualité traitant du thème abordé ici, merci de compléter l'article en donnant les références utiles à sa vérifiabilité et en les liant à la section « Notes et références ».
L'effondrement d'édifices de Bombay est survenu le 27 septembre 2013 lorsqu'un bâtiment de cinq étages s'est effondré dans le quartier Mazagaon (en) de la ville de Bombay, dans le Maharashtra, en Inde. Au moins 61 personnes sont mortes et 32 autres ont été blessées dans la catastrophe.

## Déroulement
L'immeuble, qui s'est effondré à 6h IST le 27 septembre 2013, comptait plus de 100 habitants. La police a déclaré que l'effondrement s'est produit après la construction sans autorisation d'une mezzanine dans un bureau-entrepôt au rez-de-chaussée de l'immeuble. L'immeuble de 32 ans appartenait à la Brihanmumbai Municipal Corporation (en). Trois fonctionnaires de son département des marchés civiques ont été arrêtés pour ne pas avoir donné suite à des informations selon lesquelles le bâtiment n'était pas sain après les travaux de rénovation.